# Boo
Boo ([bo:], «бу») — об'єктно-орієнтована мова програмування зі строгою статичною типізацією для платформи .NET. З'явилася в 2003 році. Є компільованою підмножиною Python. Транслятор Boo розроблявся з відкритою ліцензією і є студентським проектом. Мова підтримує наступні можливості: вивід типів, генератори, мультиметоди, опційну качину типізацію, макроси, справжні замикання, каррінг, функції першого класу.
Boo, на відміну від CPython чи IronPython, чиїм гібридом є його синтаксис — не є динамічно типізованим за замовчуванням. Це може бути змінено заданням певних опцій компілятора.

## Приклади
Для початку «Привіт, світе!!!»
```
 
print
(
"Hello "
)

 
print
 
"world"

 
System
.
Console
.
WriteLine
(
"!!!"
)

```

Приклад функції. Перша відмінність від інтерпретованих реалізацій Python: відсутність динамічної типізації.
```
 
def
 
factorial
(
n
 
as
 
ulong
)
 
as
 
ulong
:

     
if
 
n
 
==
 
1
:

         
return
 
1

     
else
:
    

         
return
 
n
 
*
 
factorial
(
n
 
-
 
1
)

```

## Застосування
Boo була однією з трьох мов сценаріїв для ігрового рушія Unity, проте була усунута 2014 року через невелику базу користувачів. Попри припинення офіційної підтримки Boo, мова все ще використовувалася в Unity, поки компілятор Boo не був видалений з рушія 2017 року.